# NGC 3033
NGC 3033 ist die Bezeichnung für einen offenen Sternhaufen vom Typ II3p im Sternbild Segel des Schiffs. NGC 3033 hat einen Durchmesser von 12 Bogenminuten und eine scheinbare Helligkeit von 8,8 mag.
Entdeckt wurde das Objekt am 27. Februar 1835 von John Herschel.